# Alexandra Manly
Alexandra Manly (født 28. februar 1996) er en australsk cykelrytter, der er på kontrakt hos AG Insurance-Soudal Team.
Hun repræsenterede Australien ved sommer-OL 2020 i Tokyo, hvor hendes bedste resultat var som nr. 5. i holdforfølgelsen.